# Juncus jacquinii
Juncus jacquinii är en tågväxtart som beskrevs av Carl von Linné. Juncus jacquinii ingår i släktet tåg, och familjen tågväxter. Inga underarter finns listade i Catalogue of Life.

## Bildgalleri

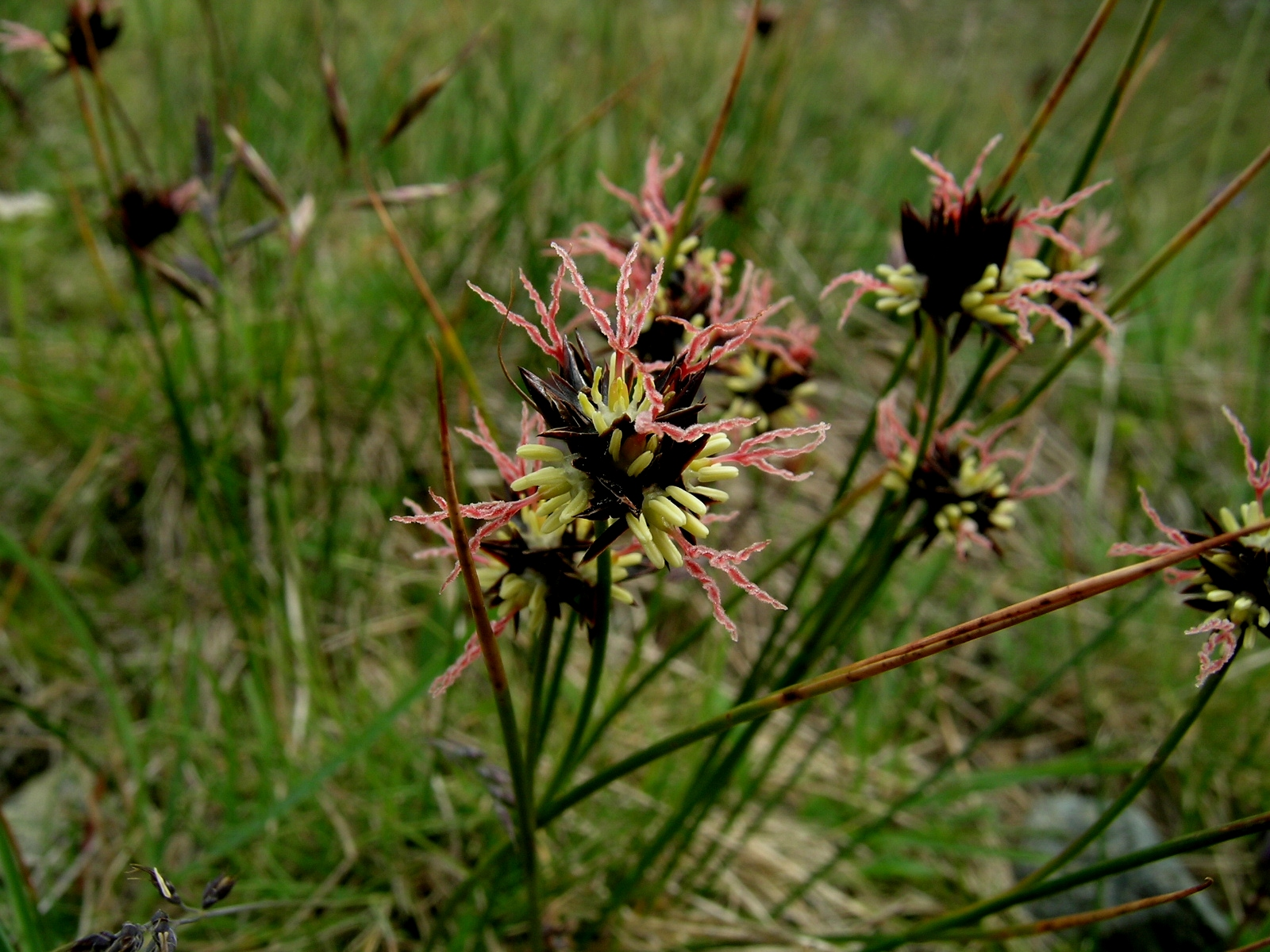
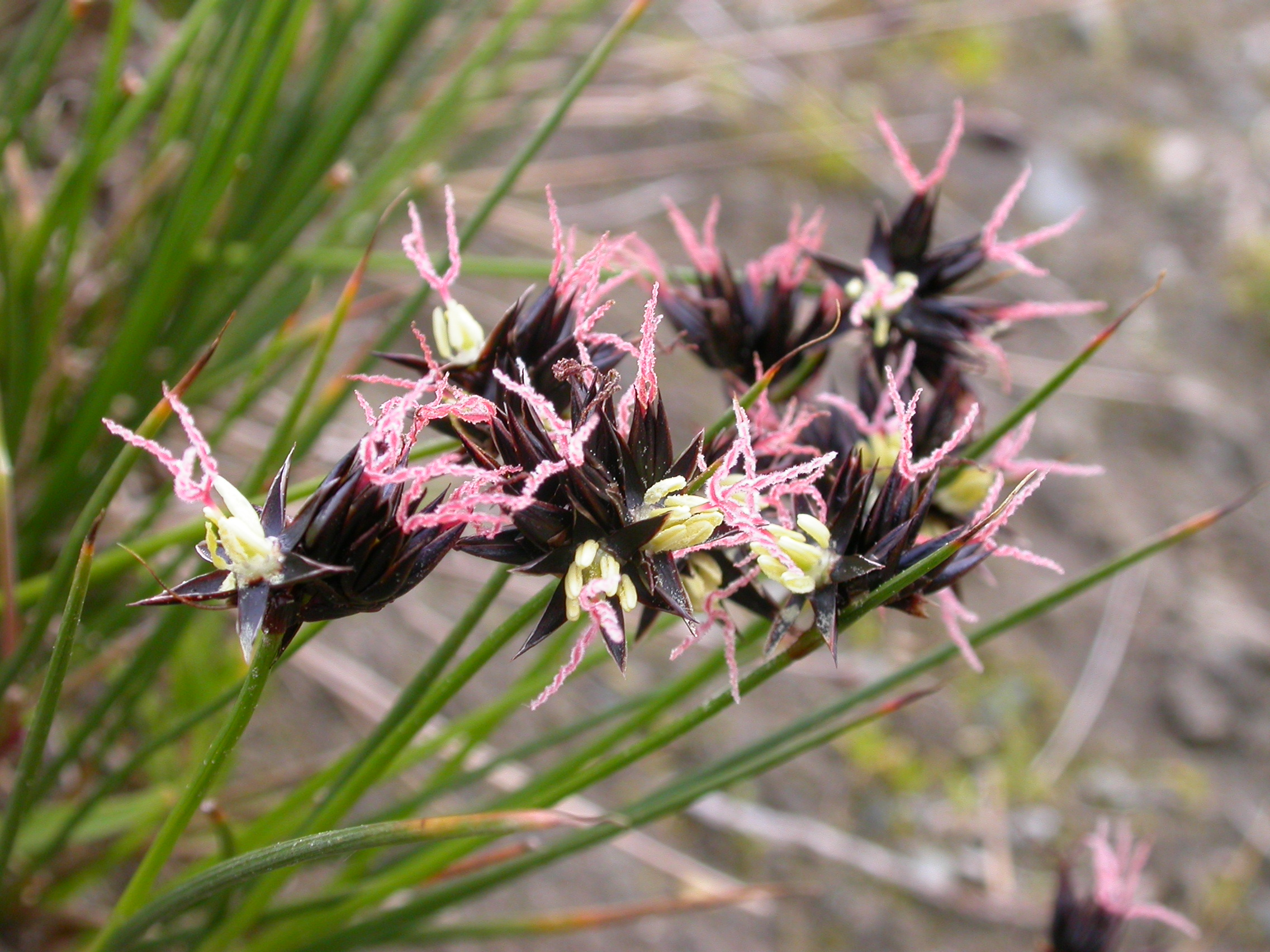
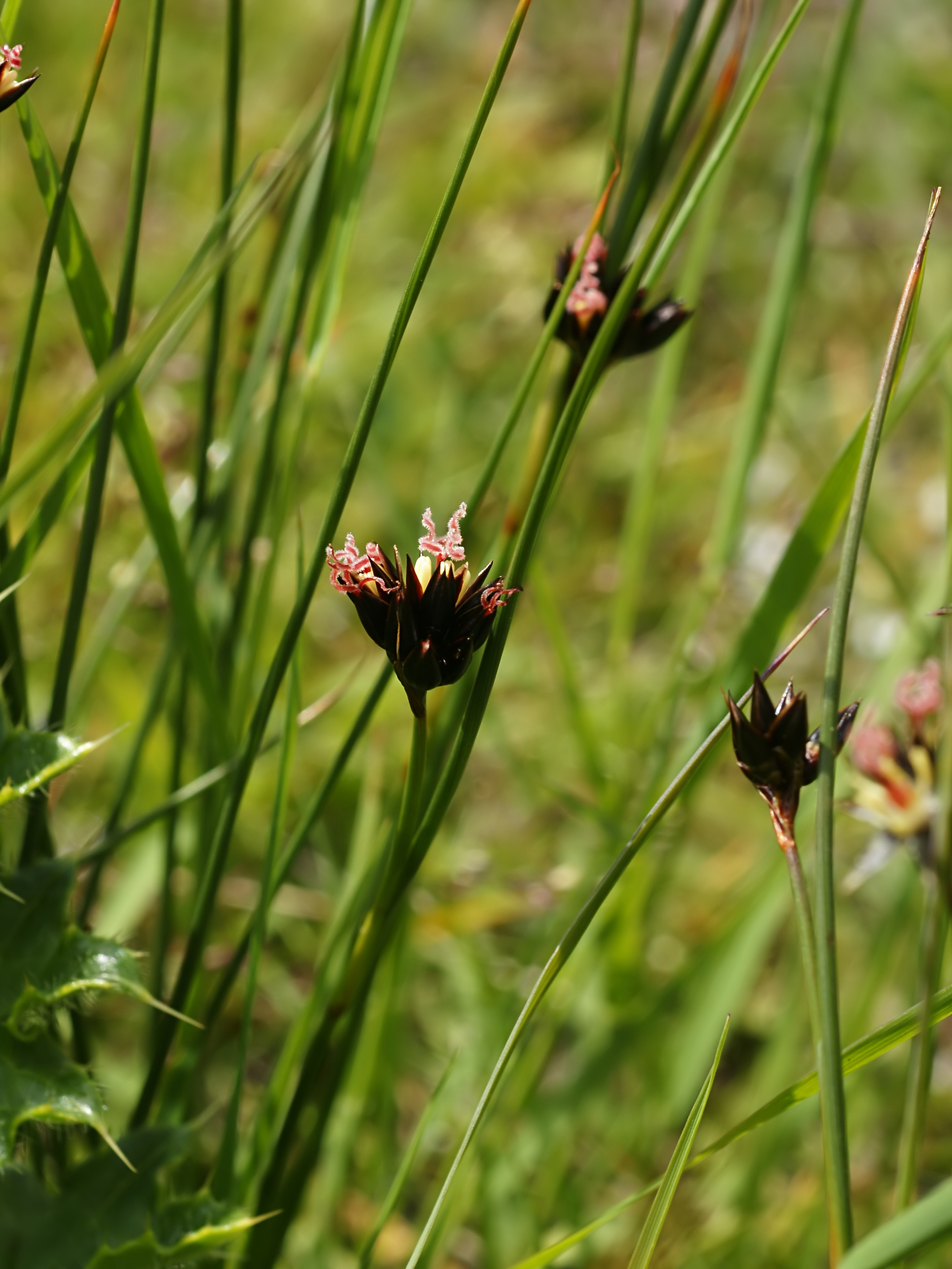